# Tafea FC
Tafea FC – klub piłkarski wywodzący się z Vanuatu. Drużyna mecze domowe rozgrywa na stadionie Port Vila Municipal Stadium w Port Vila, posiadającym pojemność 6500 miejsc siedzących.
Tafea Football Club to jeden z najbardziej utytułowanych klubów piłkarskich w Oceanii. Znany jest z rekordowej serii 15 kolejnych tytułów mistrza kraju oraz regularnych występów w rozgrywkach kontynentalnych.

## Sukcesy

### Rozgrywki krajowe
- PVFA Premier League: 16 tytułów (1994–2008/09, 2018/19)[1]
- VFF Champions League: 4 tytuły (2005, 2009, 2013, 2014)[1]
- VFF Bred Cup: 2 tytuły (2005, 2009)[1]
- Port Vila Shield: 2 tytuły (2013, 2014)[1]
- LCM & Santo Hardware Cup: 1 tytuł (2015)
- Coupe du Président: 1 tytuł (2015)

### Rozgrywki międzynarodowe
- OFC Champions League
  - Finalista: 2001 (porażka 0:1 z Wollongong Wolves)[2]
  - Mistrz: 2005 (zwycięstwo w finale 3:1 nad AS Pirae)[3]
  - Łącznie 9 występów w latach 1987–2015[4]

### Rekordy
- Światowy rekord: 15 kolejnych tytułów mistrza krajowego (1994–2008/09), uznany przez Guinness World Records[5]
- Najbardziej utytułowany klub w historii Vanuatu: łącznie 16 tytułów mistrza kraju[1]

## Stadion
Port Vila Municipal Stadium: główna arena domowych meczów Tafea FC, położona w stolicy Vanuatu, Port Vila, o pojemności 
6500 miejsc.